# 식민지
식민지(植民地)는 어떤 국가가 경제적 이익을 얻기 위해 지배하는 나라, 또는 그 지역이다. 오늘날에는 식민지라는 말 대신 해외 영토나 속령 등의 용어가 대신 사용된다.

## 고대의 식민통치

고대 그리스의 식민통치

고대 그리스는 상호 독립적인 도시국가들로 이루어져 있었다. 그리스의 도시국가들은 자원과 무역로 등을 확보하기 위해 지중해 연안에 많은 도시들을 세웠고 이 도시들은 모국과 정치, 경제, 종교적인 유대관계에 있었다.
고대 로마는 본국의 직할 부대를 식민지에 파견하여 식민지를 직접 통치하였다. 파견된 부대의 식량을 공급하기 위해 경작지를 마련하여 이를 colonia (농민을 뜻하는 라틴어 colonus에서 파생된 말)라 불렀다. colonia는 영어 colony의 어원이다.

## 근대의 식민지
근대의 식민지는 대항해 시대에 이르러 본격화되었다. 초기 식민지 경쟁은 포르투갈과 에스파냐가 주도하여 서아프리카와 남아메리카에 이들의 식민지가 만들어졌다. 특히 남미의 에스파냐 식민지에서 유입된 막대한 양의 은으로 인해 유럽은 유례 없는 인플레이션을 겪을 정도였다.
산업혁명이후 유럽의 강대국들은 세계 전체를 대상으로 식민지 쟁탈전을 벌였다. 이 시기를 경기에 비유해보자면, 식민지 쟁탈전의 선두 주자는 영국과 프랑스였다. 유럽 강대국들의 식민지 확보 정책은 흔히 제국주의로 표현된다.

## 아프리카 분할

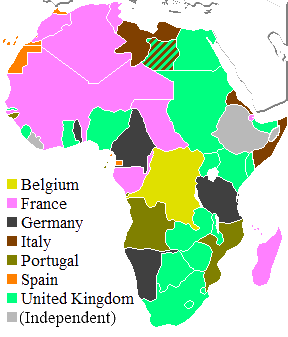
아프리카는 제국주의 열강에 의해 이렇게 분할 되었고 생존 국가는 두 나라(라이베리아, 에티오피아)뿐이다. 그러나 에티오피아는 후에 무솔리니에 의해 이탈리아 왕국에 식민지화된다.

19세기 말에서 20세기 초에 걸쳐 서유럽 열강에 의하여 아프리카 대륙은 식민지화 과정을 겪었다. 영국의 종단 정책과 프랑스의 횡단 정책이 교차되고 다시 독일, 이탈리아, 벨기에 등이 가담하여 더욱 격화되었다. 1910년에 아프리카의 독립국은 에티오피아와 라이베리아 두 나라뿐 이었다. 이들 원주민의 저항은 남아프리카 전쟁으로 발전하였고, 제국주의 국가 간의 충돌은 파쇼다 사건, 모로코 사건 따위로 표면화되었다.
아프리카 식민지 기준
노랑: 벨기에
분홍: 프랑스
검정: 독일
갈색: 이탈리아
초록: 포르투갈 왕국
주황: 스페인
연두: 대영 제국
회색:독립 국가

## 독립 운동

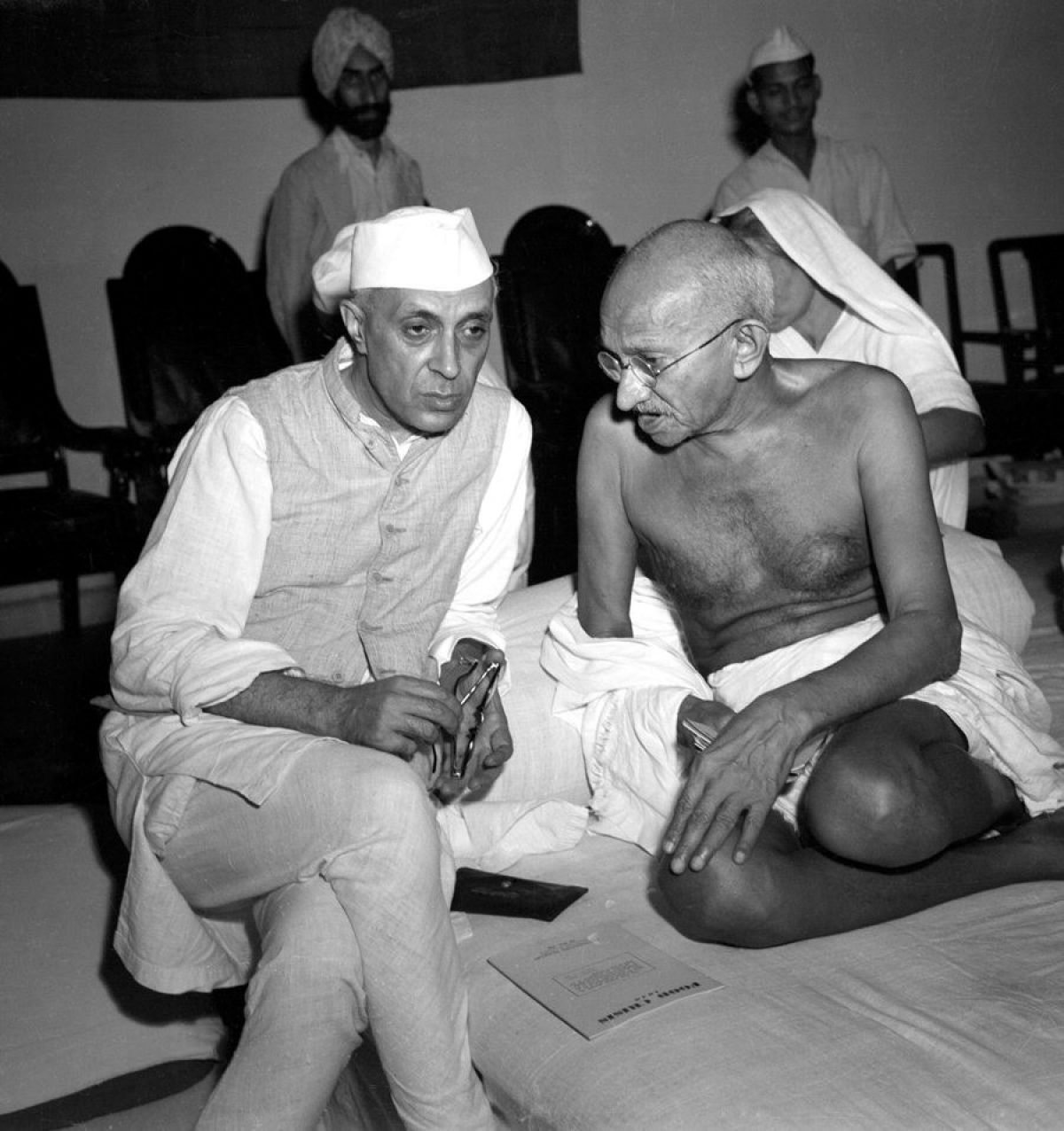
인도의 독립 운동을 이끌었던 네루(왼쪽)와 마하트마 간디(오른쪽)다.

유럽의 식민지 건설은 유럽 이외 지역의 인류에게는 분명 재앙이었다. 제1차 세계대전을 전후로 민족주의와 사회주의 이념이 확산되면서 전 세계적으로 식민지의 독립운동이 본격화되었다. 제2차 세계 대전 이후 거의 대부분의 식민지들은 정치적으로 독립을 쟁취하였다.

## 현재
현재 해외 영토, 또는 속령이라 불리는 협소한 지역외에 근대적인 의미의 식민지는 거의 대부분 독립하였다. 그러나, 신생 독립국인 이들은 경제 및 문화의 영역에서 이전의 식민 모국으로부터 완전히 자유롭지는 않다. 또한 내부의 인종 갈등이나 식민지 시절 위도, 경도 등을 기준으로 인위적으로 나뉜 국경에 의한 분쟁 등의 복잡한 갈등을 겪고 있다. 비록 정치적으로는 독립되어 있어도 경제적으로나 문화적으로 타국의 지배하에 놓여 있는 상태는 일컬어 경제 식민지, 문화 식민지라고 부른다.

### 또 다른 식민지
공식적으로 해외 영토나 속령은 아니지만 미국의 하와이, 중국의 티베트 및 동투르키스탄, 내몽골, 프랑스의 누벨칼레도니, 러시아의 크림자치공화국(투표를 통해 우크라이나에서 러시아로 합병되지만 절대다수 러시아계만 투표에 참여하여 일부 민족의 의견은 무시된 채 행해짐)과 같이 타 국가나 민족의 영토를 강제로 본국에 합병한 곳을 식민지로 볼 수도 있다.

## 같이 보기
- 식민주의
- 반식민지
- 내부식민지(internal colony)
- 중앙집권
- 식민지와 지배 국가 목록
- 식민지화